# Thousand Oaks, California
Thousand Oaks (Ngàn cây sồi), thường được dân địa phương gọi là "T.O.", là một thành phố tại quận quận, tiểu bang California, Hoa Kỳ. Thành phố nằm trong Vùng Đại Los Angeles. Dân số theo điều tra năm 2005 của Cục điều tra dân số Hoa Kỳ là 124.207 người, dân số theo điều tra năm 2010 là người, diện tích là  km². Thành phố được đặt tên theo cây sồi mọc nhiều ở khu vực. Thành phố này tạo thành khu đông dân nhất của vùng gọi là Conejo Valley, bao gồm Thousand Oaks, Newbury Park, Westlake Village, Agoura Hills, và Oak Park.